# Bruna SF
Bruna SF was een pocketboekenreeks van uitgeverij A.W. Bruna, die verscheen van 1971 tot 1980 en die was voorbehouden voor sciencefictionwerken. Voordien gaf Bruna SF-werken uit in de brede Zwarte Beertjesreeks. In Bruna SF verschenen zowel nieuwe uitgaven als heruitgaven van vroegere Zwarte Beertjes. Tegelijk met deze SF-reeks startte de uitgeverij in 1971 ook met andere genrereeksen, waaronder Bruna FeH voor fantasy- en horrorboeken en Bruna Crime Classics voor misdaadverhalen.
Het eerste nummer in de Bruna SF-reeks was Broedt daar een mens?, een verhalenbundel van Isaac Asimov. In 1980, na nummer 110, werd de Bruna SF-reeks stopgezet en verschenen er weer SF-titels in de Zwarte Beertjes. Het laatste nummer was een bloemlezing SF-verhalen samengesteld door Robert Silverberg met als titel Het verre Centaurus.
Vanaf de jaren zestig werd het sciencefictiongenre populair in Nederland en België en er waren dan ook een aantal uitgeverijen die, in een relatief korte tijd, de belangrijkste Engelstalige werken vertaalden en uitgaven. Er werden SF-series uitgegeven door onder andere Uitgeverij Luitingh, Elsevier, Born met Born SF, Fontein met Fontein SF, Scala met Scala SF, Het Spectrum met Prisma SF, Meulenhoff met M=SF en uitgeverij Elmar met Elmar SF. 

## Overzicht uitgaves
| Nr. | Schrijver                                               | Titel                                                                         | Originele titel                                                                        | Jaar |
| 1   | Isaac Asimov                                            | Broedt daar een mens?                                                         | Breeds There a Man?                                                                    | 1971 |
| 2   | Michael Moorcock                                        | Zie de mens                                                                   | Behold the Man                                                                         | 1971 |
| 3   | John Brunner                                            | Een open doekje voor Delgado                                                  | The Productions of Time                                                                | 1971 |
| 4   | Eric Frank Russell                                      | Duiveltjelief                                                                 |                                                                                        | 1971 |
| 5   | Robert Sheckley                                         | De statusplaneet                                                              | The Status Civilization (Omega!)                                                       | 1971 |
| 6   | Theodore Sturgeon                                       | De man die de zee verloor                                                     | The Man Who Lost the Sea                                                               | 1971 |
| 7   | Eddy C. Bertin                                          | De achtjaarlijkse god                                                         |                                                                                        | 1971 |
| 8   | Robert Silverberg                                       | Eva en de drieëntwintig Adams                                                 |                                                                                        | 1971 |
| 9   | James Blish                                             | Het testament van Andros                                                      | Best Science Fiction Stories of James Blish                                            | 1972 |
| 10  | Robert Sheckley                                         | Dierbaar doolhof                                                              | Dimensions of Miracles                                                                 | 1972 |
| 11  | Robert Sheckley                                         | Diepvriesbruid                                                                | Pilgrimage to Earth                                                                    | 1972 |
| 12  | Alfred Bester                                           | Tijger! Tijger!                                                               | The Stars My Destination (Tiger! Tiger!)                                               | 1972 |
| 13  | Ef Leonard                                              | Het koninkrijk der kikkeren is nabij                                          |                                                                                        | 1972 |
| 14  | Isaac Asimov                                            | Het einde van Eeuwigheid                                                      | The End of Eternity                                                                    | 1972 |
| 15  | Stephen Gilbert                                         | Willard                                                                       | Ratman’s Notebook / Willard                                                            | 1972 |
| 16  | Aart C. Prins (samensteller)                            | Kleine science fiction omnibus 3                                              |                                                                                        | 1972 |
| 17  | Richard Matheson                                        | Ik ben een legende                                                            | I am Legend                                                                            | 1972 |
| 18  | A.E. van Vogt                                           | Betoverd dorp                                                                 | The Enchanted Village                                                                  | 1972 |
| 19  | Michael Frayn                                           | Een uiterst particulier bestaan                                               | A Very Private Life                                                                    | 1972 |
| 20  | Clifford D. Simak                                       | De meedogenloze makelaars                                                     | They Walked Like Man                                                                   | 1972 |
| 21  | Robert Heinlein                                         | Vreemdeling in een vreemd land                                                | Stranger in a Strange Land                                                             | 1973 |
| 22  | Robert Heinlein                                         | De marionetten zijn onder ons                                                 | The Puppet Masters                                                                     | 1973 |
| 23  | Arthur C. Clarke                                        | De weerbarstige orchidee                                                      | Tales from the White Heart                                                             | 1973 |
| 24  | Harlan Ellison                                          | De helden van de highway                                                      |                                                                                        | 1973 |
| 25  | Kobo Abe                                                | Het tijdperk der aquanen                                                      | Daiyon kampyōki                                                                        | 1973 |
| 26  | Isaac Asimov                                            | Reisdoel: menselijk brein                                                     | Fantastic Voyage                                                                       | 1973 |
| 27  | Isaac Asimov                                            | Het fopaas                                                                    | The Martian Way                                                                        | 1973 |
| 28  | Erik van Lankester (samensteller)                       | De beste Nederlandse en Vlaamse SF-verhalen van de NOS/BRT-wedstrijd          |                                                                                        | 1973 |
| 29  | John D. MacDonald                                       | De danszaal van het heelal                                                    | Ballroom of the Skies                                                                  | 1973 |
| 30  | Ralph Blum                                              | De gelijktijdige man                                                          | The Simultaneous Man                                                                   | 1973 |
| 31  | Pierre Boulle                                           | De apenplaneet                                                                | Planète des singes                                                                     | 1973 |
| 32  | Harry Harrison                                          | Oorlog met de robots                                                          | War With the Robots                                                                    | 1974 |
| 33  | Fredric Brown                                           | Een solitair in de ruimte                                                     | Rogue in Space                                                                         | 1974 |
| 34  | Robert Sheckley                                         | Joenes' wonderbaarlijke reis                                                  | Journey Beyond Tomorrow (The Journey of Joenes)                                        | 1974 |
| 35  | John Elliott & Fred Hoyle                               | Andromeda                                                                     | A for Andromeda                                                                        | 1974 |
| 36  | Norman Spinrad                                          | Pak Jack Barron                                                               | Bug Jack Barron                                                                        | 1975 |
| 37  | Alan Nourse                                             | De genadigden                                                                 | The Mercy Men (A Man Obsessed)                                                         | 1975 |
| 38  | Isaac Asimov                                            | De komst van de robots                                                        | The Rest of the Robots                                                                 | 1975 |
| 39  | John Elliott & Fred Hoyle                               | Andermaal Andromeda                                                           | Andromeda Breaksthrough                                                                | 1975 |
| 40  | Philip K. Dick                                          | De onmogelijke planeet                                                        | The Impossible Planet                                                                  | 1975 |
| 41  | Eric Frank Russell                                      | Wesp                                                                          | Wasp                                                                                   | 1975 |
| 42  | Arthur C. Clarke                                        | Het einde van het begin                                                       | Childhood's End                                                                        | 1976 |
| 43  | Arthur C. Clarke                                        | 2001, een ruimte-odyssee                                                      | 2001, A Space Odessey                                                                  | 1976 |
| 44  | Isaac Asimov                                            | Een mooie dag voor een wandeling                                              | Nightfall and Other Stories                                                            | 1976 |
| 45  | Aart C. Prins (samensteller)                            | Kleine science fiction omnibus 1                                              |                                                                                        | 1976 |
| 46  | Fredric Brown                                           | Kleine Fredric Brown omnibus                                                  |                                                                                        | 1976 |
| 47  | Arthur C. Clarke                                        | Zomer op Icarus                                                               |                                                                                        | 1976 |
| 48  | Thomas Page                                             | De plaag                                                                      | The Hephaestus Plague                                                                  | 1976 |
| 49  | Manuel van Loggem (samensteller)                        | Het toekomend jaar 3000                                                       |                                                                                        | 1976 |
| 50  | Fredric Brown                                           | Nooit gebeurd                                                                 | Paradox Lost                                                                           | 1976 |
| 51  | Clifford D. Simak                                       | City                                                                          | City                                                                                   | 1976 |
| 52  | Isaac Asimov                                            | Zelfs de goden                                                                | The Gods Themselves                                                                    | 1976 |
| 53  | Harlan Ellison                                          | Hoe kan ik schreeuwen zonder mond                                             |                                                                                        | 1976 |
| 54  | A.E. van Vogt                                           | De volmaakte wens                                                             | The Ultimate Wish                                                                      | 1976 |
| 55  | Eddy Bertin                                             | Eenzame bloedvogel                                                            |                                                                                        | 1976 |
| 56  | Isaac Asimov                                            | De Foundation                                                                 | The Foundation                                                                         | 1976 |
| 57  | Isaac Asimov                                            | De Foundation en het Imperium                                                 | The Foundation and Empire                                                              | 1976 |
| 58  | Isaac Asimov                                            | De Tweede Foundation                                                          | The Second Foundation                                                                  | 1976 |
| 59  | A.E. van Vogt                                           | Rebellie in de ruimte                                                         | Rogue Ship                                                                             | 1976 |
| 60  | Charles Platt                                           | De schone afgezant                                                            | Garbage World                                                                          | 1976 |
| 61  | Clifford D. Simak                                       | Moeder Aarde nv                                                               | Cemetery World                                                                         | 1976 |
| 62  | Vincent van der Linden (samensteller)                   | Ganymedes 1                                                                   |                                                                                        | 1976 |
| 63  | J.G. Ballard                                            | De torenflat                                                                  | High Rise                                                                              | 1977 |
| 64  | Robert Heinlein                                         | Dan maar de kou in                                                            | The Door into Summer                                                                   | 1977 |
| 65  | Thomas N. Scortia & George Zebrowski (samenstellers)    | Mannen van staal                                                              |                                                                                        | 1977 |
| 66  | Donald J. Garden                                        | Sirenes in de morgen                                                          | Down Chorus                                                                            | 1977 |
| 67  | Aart C. Prins (samensteller)                            | Kleine science fiction omnibus 2                                              |                                                                                        | 1977 |
| 68  | Philip K. Dick                                          | Philip K. Dick omnibus                                                        |                                                                                        | 1977 |
| 69  | Isaac Asimov                                            | De dreiging van Callisto                                                      | The Early Asimov 1                                                                     | 1977 |
| 70  | Isaac Asimov                                            | Het superneutron                                                              | The Early Asimov 2                                                                     | 1977 |
| 71  | Isaac Asimov                                            | De rode koningin                                                              | The Early Asimov 3                                                                     | 1977 |
| 72  | Arthur C. Clarke                                        | Machtige Aarde                                                                | Imperial Earth                                                                         | 1977 |
| 73  | Eddy Bertin & Bob van Laerhoven                         | De kokons van de nacht                                                        |                                                                                        | 1977 |
| 74  | John D. MacDonald                                       | De planeet van de dromers                                                     | Wine of the Dreamers                                                                   | 1977 |
| 75  | Robert Heinlein                                         | Dubbelster                                                                    | Double Star                                                                            | 1977 |
| 76  | Vincent van der Linden (samensteller)                   | Ganymedes 2                                                                   |                                                                                        | 1977 |
| 77  | William Voltz                                           | Sterrencommando                                                               | Sterrenkämpfer                                                                         | 1977 |
| 78  | J.G. Ballard                                            | De laatste stad                                                               | Low-Flying Aircraft and Other Stories                                                  | 1977 |
| 79  | George Lucas                                            | Strijd tussen de sterren                                                      | Star Wars                                                                              | 1977 |
| 80  | Frank M. Robinson                                       | Wedren met een supermens                                                      | The Power                                                                              | 1977 |
| 81  | L. Sprague de Camp                                      | De bouwers van het continent                                                  | The Continent Makers                                                                   | 1977 |
| 82  | Philip K. Dick & Roger Zelazny                          | De god der gramschap                                                          | Deus Irae                                                                              | 1978 |
| 83  | Aart C. Prins (samensteller)                            | Kleine science fiction omnibus 4                                              |                                                                                        | 1978 |
| 84  | J.G. Ballard/Robert Heinlein/Clifford D. Simak          | Drie SF-novellen                                                              |                                                                                        | 1978 |
| 85  | John Bowen                                              | Na de regens                                                                  | After the Rain                                                                         | 1978 |
| 86  | Richard Matheson                                        | De laatste dag                                                                |                                                                                        | 1978 |
| 87  | Edgar Pangborn                                          | De bronzen spiegel                                                            | A Miror for Observers                                                                  | 1978 |
| 88  | Mack Reynolds                                           | Een astronaut op drift                                                        |                                                                                        | 1978 |
| 89  | D.G. Compton                                            | De electrische krokodil                                                       | The Electric Crocodile                                                                 | 1978 |
| 90  | Philip K. Dick                                          | De hamer van Donar                                                            | Vulcan's Hammer                                                                        | 1978 |
| 91  | Clifford D. Simak                                       | Een keur van goden                                                            | A Choice of Gods                                                                       | 1978 |
| 92  | J.G. Ballard                                            | Eiland in beton                                                               | Concrete Island                                                                        | 1978 |
| 93  | Barrington J. Bayley                                    | De klederen van Cajan                                                         | The Garments of Cajan                                                                  | 1978 |
| 94  | Vincent van der Linden (samensteller)                   | Ganymedes 3                                                                   |                                                                                        | 1978 |
| 95  | Clifford D. Simak                                       | Ruimtestation op Aarde                                                        | Way Station                                                                            | 1978 |
| 96  | Isaac Asimov                                            | Vreemdeling in het paradijs                                                   | The Bicentennial Man and Other Stories                                                 | 1978 |
| 97  | Anne McCaffrey                                          | Het zingende schip                                                            | The Ship Who Sang                                                                      | 1978 |
| 98  | Arthur C. Clarke                                        | Even diep ademhalen                                                           | The Other Side of the Sky                                                              | 1978 |
| 99  | Edgar Pangborn                                          | Davy, koning der dwazen                                                       | Davy                                                                                   | 1978 |
| 100 | Vincent van der Linden (samensteller)                   | Dwergsterren                                                                  |                                                                                        | 1979 |
| 101 | Drie sf-romans: Joanna Russ Clifford D. Simak Sven Holm | Romans: Picknick op Paradijs De bouwers van de kosmos Laatste uitweg: Termush | Originele titels: Picknick on Paradise The cosmic engineers Termush, Atlanterhavkysten | 1979 |
| 102 | Arkadi en Boris Stroegatski                             | De hoogste verrukking                                                         | Хищные вещи века                                                                       | 1979 |
| 103 | Arthur C. Clarke                                        | Het rode zand van Mars                                                        | The Sands of Mars                                                                      | 1979 |
| 104 | Ron Goulart                                             | De vlucht van de Capricorn                                                    | Capricorn One                                                                          | 1979 |
| 105 | Sjoerd van der Werf                                     | Vallende ster                                                                 |                                                                                        | 1979 |
| 106 | Kiril Boelitsjev                                        | Mag ik Nina even?                                                             | Loedi Kak Loedi                                                                        | 1979 |
| 107 | Alan Dean Foster                                        | Gevangenen van de oerwoudplaneet                                              | Spinter in the Mind’s Eye                                                              | 1979 |
| 108 | Vincent van der Linden (samensteller)                   | Ganymedes 4                                                                   |                                                                                        | 1979 |
| 109 | H.G. Wells                                              | Het eiland van Dr. Moreau                                                     | The Island of Dr. Moreau                                                               | 1980 |
| 110 | Robert Silverberg (samensteller)                        | Het verre Centaurus                                                           | Deep Space                                                                             | 1980 |